# Thamnophis butleri
Thamnophis butleri là một loài rắn trong họ Rắn nước. Loài này được Cope mô tả khoa học đầu tiên năm 1889.

## Hình ảnh

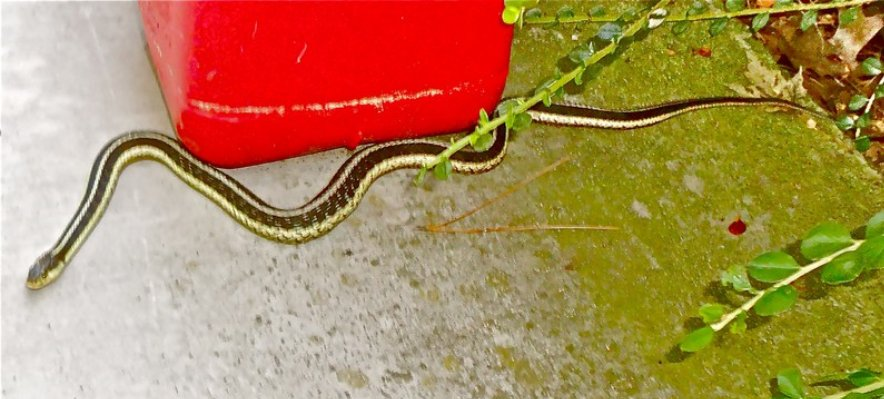